# لنگ بیچ (مریلند)
لنگ بیچ (به انگلیسی: Long Beach) شهری در ایالت مریلند کشور ایالات متحده آمریکا است که جمعیت آن در سرشماری سال ۲۰۱۰ میلادی، ۱٬۸۲۱ نفر بوده‌است.